# Tim Abbenhuis
Tim Abbenhuis (Den Haag, 1974)  is een voormalig Nederlands korfballer en huidig korfbalcoach. Hij is meervoudig Nederlands kampioen geworden namens KV Die Haghe. Daarnaast won hij meerdere malen goud namens het Nederlands korfbalteam. Abbenhuis is sportdocent van beroep en is getrouwd met Mandy Loorij, die ook korfbalster van Die Haghe was.

## Speler
Abbenhuis speelde zijn volledige korfbalcarrière bij KV Die Haghe. Hij was aanvoerder in zijn team dat 2 maal Nederlands kampioen in de zaal en op het veld werd.
In 1991, op 17-jarige leeftijd debuteerde Abbenhuis in het eerste van Die Haghe. Hij speelde op dat moment samen met oudere spelers zoals Albert Schuiten en Edwin Hogendorp.
In zijn eerste seizoen in het eerste team degradeerde hij met Die Haghe op het veld. In de zaal kwam Die Haghe nog niet uit op het hoogste niveau.
In 1994 promoveerde Die Haghe in de zaal naar de hoogste klasse. In dat seizoen werd de ploeg een middenmoot, evenals het seizoen erna.
Vanaf 1996 ging het beter met Die Haghe. Het promoveerde op het veld in dat jaar ook naar de hoogste klasse en in de zaal eindigde het 2e, net achter PKC.
In seizoen 1997-1998 behoorde Die Haghe tot de top van Nederland.
Het speelde in 1998 zowel de zaal- als de veldfinale. Beide finales gingen weliswaar verloren, maar Die Haghe had zich met een jonge ploeg in de top van korfballend Nederland gevestigd.  In de zaalfinale van 1998 bleek PKC te sterk met 19-14 en in de veldfinale won Nic. met 19-15. In beide finales dat jaar was Abbenhuis de topscoorder bij Die Haghe met in beide wedstrijd 6 treffers op zijn naam.
In seizoen 1999-2000 won Die Haghe de zogenaamde dubbel. De ploeg won zowel de zaal- als de veldfinale, een bijzondere prestatie in het korfbal.
In de zaalfinale werd gewonnen met 23-18 van Nic. en op het veld versloeg het DOS'46 met 13-12.
In seizoen 2000-2001 speelde Die Haghe voor de derde keer de veldfinale. In die eindstrijd bleek AKC Blauw-Wit te sterk met 17-13.
Seizoen 2001-2002 was het laatste seizoen van Abbenhuis als speler. Hij nam afscheid met zijn tweede dubbel in zijn carrière.
In de zaalfinale werd gewonnen met 20-17 van PKC en in de veldfinale werd Deetos verslagen met 15-13. Abbenhuis kreeg een droomafscheid in zijn laatste seizoen.

## Erelijst
- Nederlands zaalkampioen, 2x (2000 en 2002)
- Nederlands veldkampioen, 2x (2000 en 2002)
- Europacup kampioen, 1x (2001)
- Beste Korfballer van het Jaar, 2x (1998, 2000)

## Oranje
Abbenhuis was sinds 1998 een vaste speler van het Nederlands korfbalteam. Zo speelde hij in totaal 31 officiële interlands, 4 op het veld en 27 in de zaal.
Namens Oranje won hij goud op het EK van 1998, WK van 1999 en de World Games van 2001.

## Coach
Na zijn carrière als speler is Abbenhuis coach geworden. In 2002, direct na het stoppen als speler werd hij eerst adviseur bij Steven Mijnsbergen bij KV Die Haghe.
Van 2002 t/m 2004 was hij coach van Die Haghe 2 tot er in december 2004 iets gebeurde bij het eerste team. Coach Kees-Jan Oppe werd op dat moment op non-actief gezet, vanwege een gebrek aan chemie met de spelersgroep. Abbenhuis nam voor de rest van het seizoen de taak als hoofdcoach waar.
Abbenhuis maakte het seizoen af, maar Die Haghe eindigde in de middenmoot van Nederland. Voor het nieuwe seizoen werd Erik Snaphaan aangesteld als nieuwe hoofdcoach van de club.
In 2010 werd Abbenhuis opnieuw hoofdcoach van Die Haghe. De club was ondertussen in 2008 uit de Korfbal League gedegradeerd en het wilde weer terug naar het hoogste niveau.
In 2010-2011, het eerste seizoen met Abbenhuis als hoofdcoach ging het meteen mis. De club degradeerde ook uit de Hoofdklasse.
In 2013 lukt het de ploeg om weer terug te promoveren naar de Hoofdklasse, maar meteen degradeerde het weer.
In seizoen 2019-2020 werd Abbenhuis de nieuwe coach van Die Haghe A1.
In het seizoen erop, 2020-2021 werd Abbenhuis voor de 3e keer aangesteld als hoofdcoach van Die Haghe. Dit maal nam hij de job over van vertrekkend coach Erwin Disselköter. Het zaalseizoen liet echter op zich wachten vanwege COVID-19.
In seizoen 2023-2024 kreeg Abbenhuis versterking in het team. Allereerst kreeg hij een nieuwe co-coach, namelijk Niels van der Steuijt. Daarnaast kwam vlak voor de seizoensstart Celeste Split over van Fortuna. Hierdoor ging het Die Haghe voor de wind - de ploeg werd ongeslagen kampioen in de Overgangsklasse.